# Wargroove
Wargroove — пошаговая тактическая компьютерная игра, разработанная и изданная британской компанией Chucklefish. Она была выпущена для Nintendo Switch, Windows, PlayStation 4 и Xbox One в 2019 году.
Wargroove представляет собой пошаговую игру в духе серий Nintendo Wars и Fire Emblem; в течение игры игрок должен исследовать мир игры и сражаться с вражескими армиями. Игрок может управлять одним из пятнадцати командиров на выбор — у каждого есть своя собственная кампания, причины вести войну и собственный характер. Сражения происходят на небольших картах; игрок должен захватывать и удерживать деревни, которые каждый ход приносят ему деньги. За эти деньги игрок может нанимать наземные, воздушные и морские отряды; как и в Advance Wars, «здоровье» отряда равно численности бойцов в нём и прямо влияет на урон. Игрок одерживает победу на карте, если ему удастся убить вражеского командира или разрушить вражескую базу; поражение наступает в случае потери его собственной базы или командира.
В Wargroove поддерживается многопользовательская игра, как локальная, так и онлайн, в том числе с возможностью играть против другого игрока или совместно с ним против общего противника. Встроенный редактор карт позволяет владельцам игры создавать свои собственные карты и кампании, в том числе с сюжетными развилками и миссиями, которые становятся доступными только при определённых условиях.
При создании Wargroove разработчики вдохновлялись тактическими играми для портативных игровых систем, такими как Advance Wars (2001). Компания Chucklefish считала, что на нынешнем поколении игровых устройств не хватает игр такого рода. Для Wargroove была создана пиксельная графика высокого разрешения. Игра была анонсирована в феврале 2017 года; разработчики рассчитывали выпустить её в начале 2018 года, но из-за задержек Wargroove вышла лишь 1 февраля 2019 года, а версия для PlayStation 4 была отложена на ещё более поздний срок.

## Отзывы
| Сводный рейтинг       | Сводный рейтинг         |
| Агрегатор             | Оценка                  |
| --------------------- | ----------------------- |
| GameRankings          | 84,44 %                 |
| Metacritic            | (NS) 86/100 (PC) 79/100 |
| Иноязычные издания    |                         |
| Издание               | Оценка                  |
| Destructoid           | (NS) 9/10               |
| EGM                   | (NS) 8,5/10             |
| Game Informer         | (NS) 9,25/10            |
| GameRevolution        | (NS)                    |
| GameSpot              | (NS) 8/10               |
| IGN                   | 8,5/10                  |
| Nintendo Life         | (NS)                    |
| Nintendo World Report | (NS) 9,5/10             |
| USgamer               | (NS)                    |
| Русскоязычные издания |                         |
| Издание               | Оценка                  |
| 3DNews                | (PC) 6,5/10             |
| «Игры Mail.ru»        | (PC) 7,5/10             |

Wargroove получила «в целом благоприятные отзывы» по данным агрегатора Metacritic. Затраты на разработку игры окупились уже через три дня после выхода.